# Grallaire châtaine
Grallaria capitalis
Espèce
Statut de conservation UICN

 LC  : Préoccupation mineure
La Grallaire châtaine (Grallaria capitalis) est une espèce d'oiseaux de la famille des Grallariidae endémique au Pérou. C'est une espèce monotypique, elle ne compte pas de sous-espèces.

## Description
Les adultes mesurent 17 cm pour un poids allant de 72 à 77 g. 

## Répartition et habitat
Cette espèce endémique du Pérou. Son habitat naturel est subtropical ou des forêts tropicales humides[réf. nécessaire].